# Gante-Wevelgem 1951
La Gante-Wevelgem 1951 fue la 13.ª edición de la carrera ciclista Gante-Wevelgem y se disputó el 25 de marzo de 1951 sobre una distancia de 240 km.  
El belga André Rosseel (Terrot-Wolber) ganó en la prueba al imponerse en solitario en la línea de meta. Sus compatriotas Rafael Jonckheere y Lionel Van Brabant fueron segundo y tercero respectivamente.  

## Clasificación final
| Posición | Ciclista             | Equipo             | Tiempo    |
| -------- | -------------------- | ------------------ | --------- |
| 1        | André Rosseel        | Terrot-Wolber      | 6h 31'00" |
| 2        | Rafael Jonckheere    | -                  | a 12"     |
| 3        | Lionel Van Brabant   | -                  | m.t.      |
| 4        | Roger Decock         | Terrot-Wolber      | m.t.      |
| 5        | Alois Van Steenkiste | Mercier-Hutchinson | m.t.      |
| 6        | Marcel Huber         | -                  | m.t.      |
| 7        | Norbert Callens      | Terrot-Wolber      | a 4'01"   |
| 8        | Jules Depoorter      | Tony               | a 4'29"   |
| 9        | Basiel Wambeke       | Thompson           | a 5'13"   |
| 10       | André Maelbrancke    | Vredestein         | m.t.      |